# Гайза
Гайза (нем. Geisa) — город в Германии, в земле Тюрингия. 
Входит в состав района Вартбург.  Население составляет 4740 человек (на 31 декабря 2010 года). Занимает площадь 41,36 км². Официальный код  —  16 0 63 032.

## Фотографии

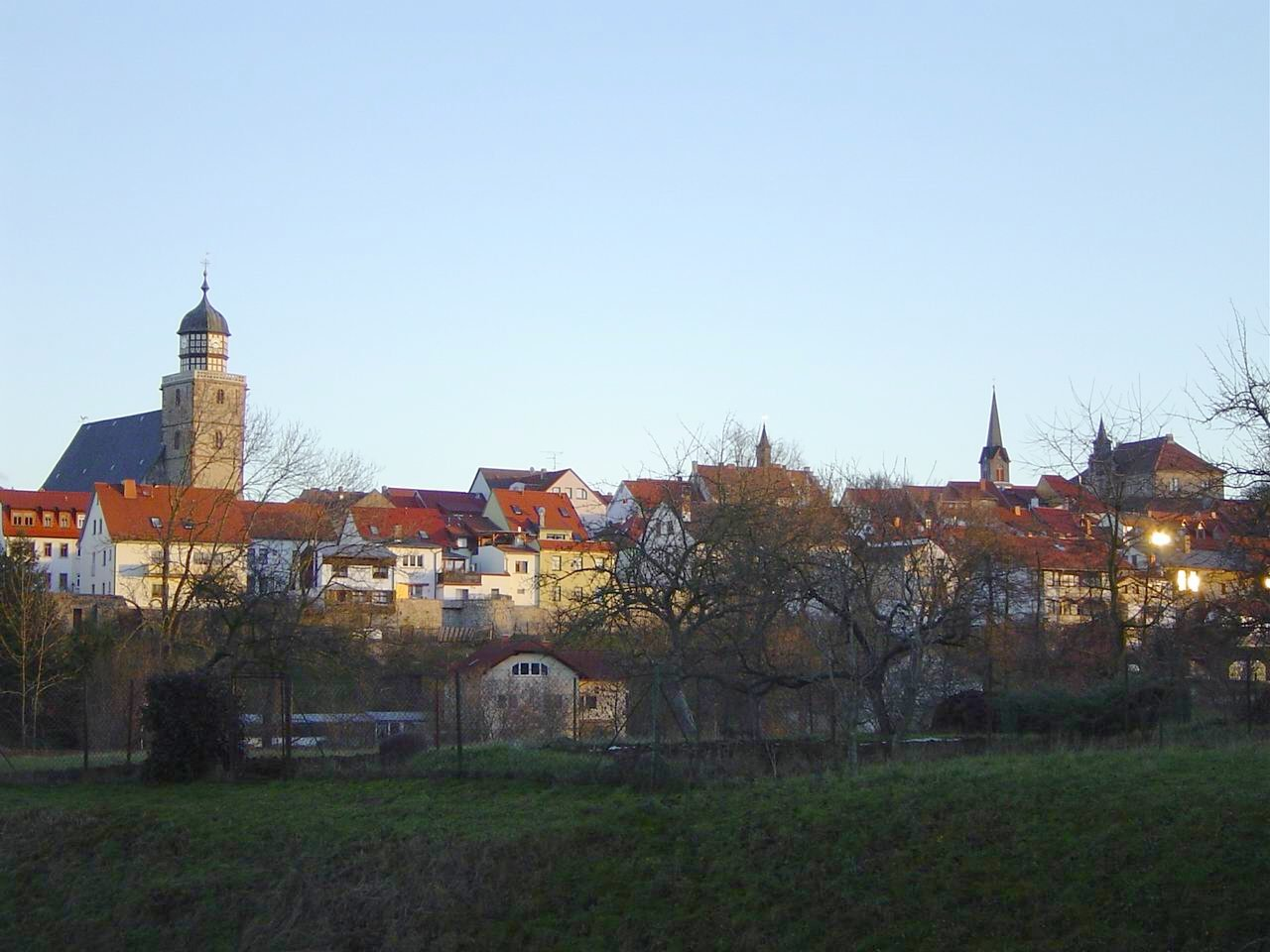
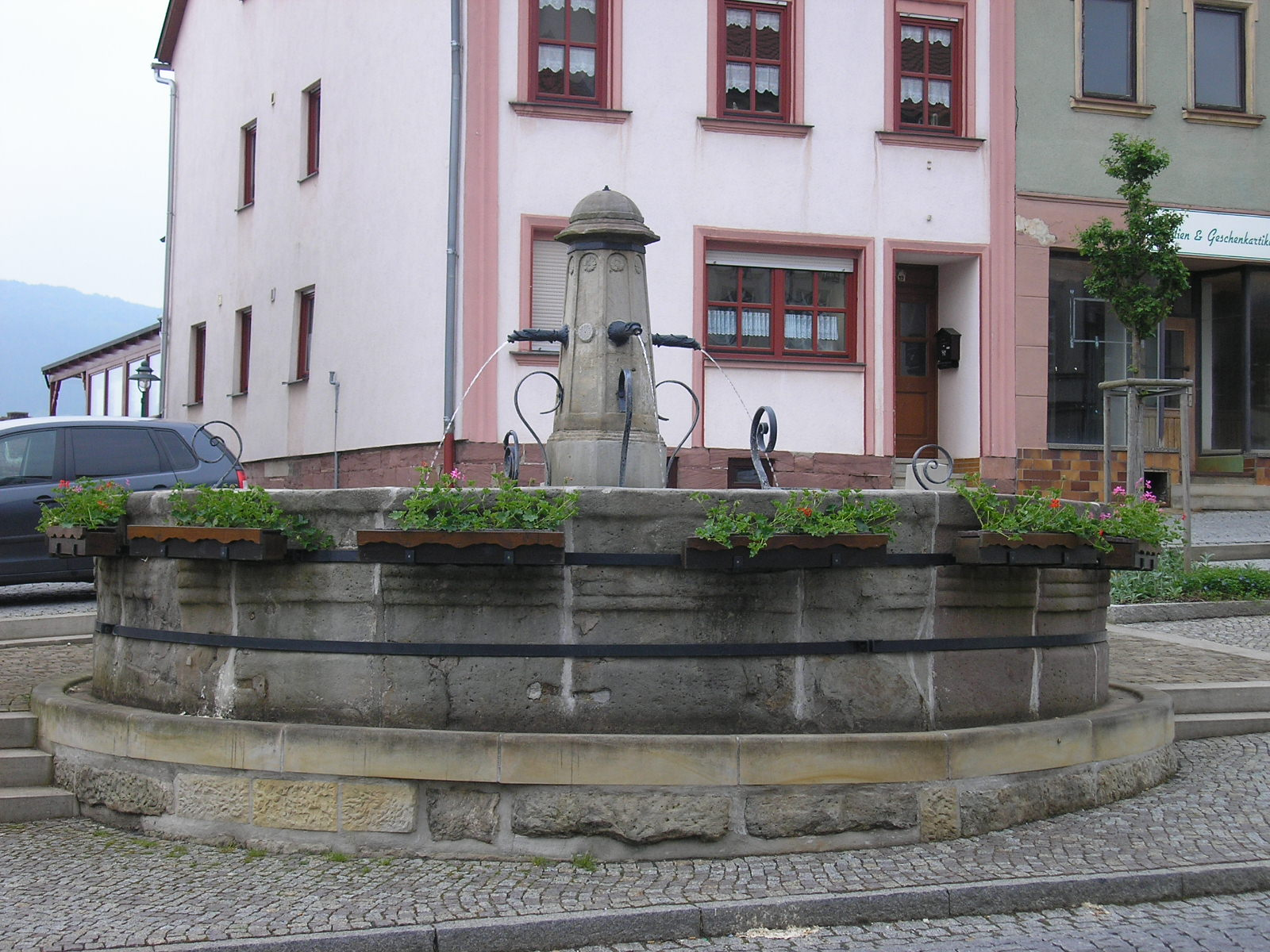
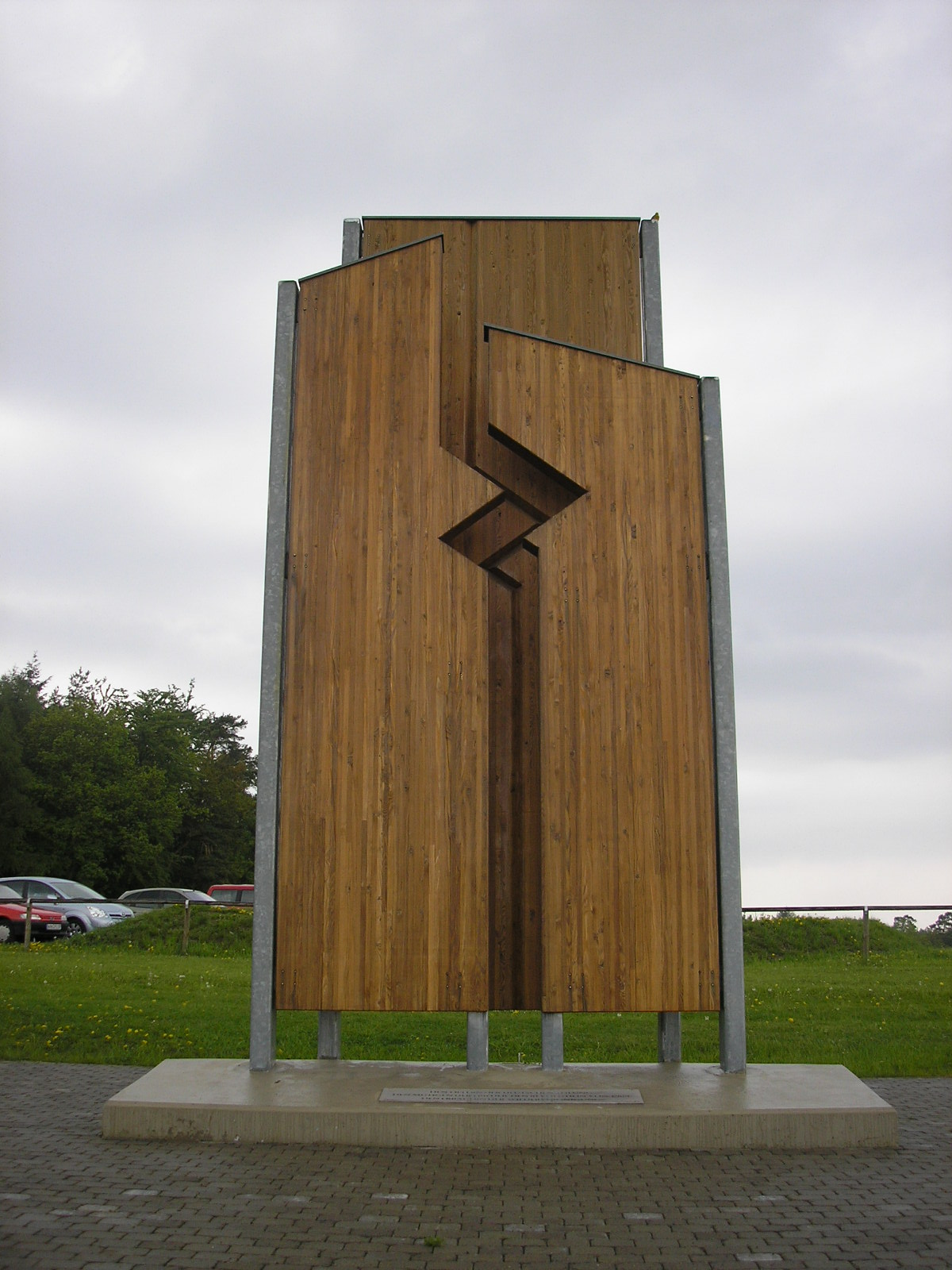
Памятник
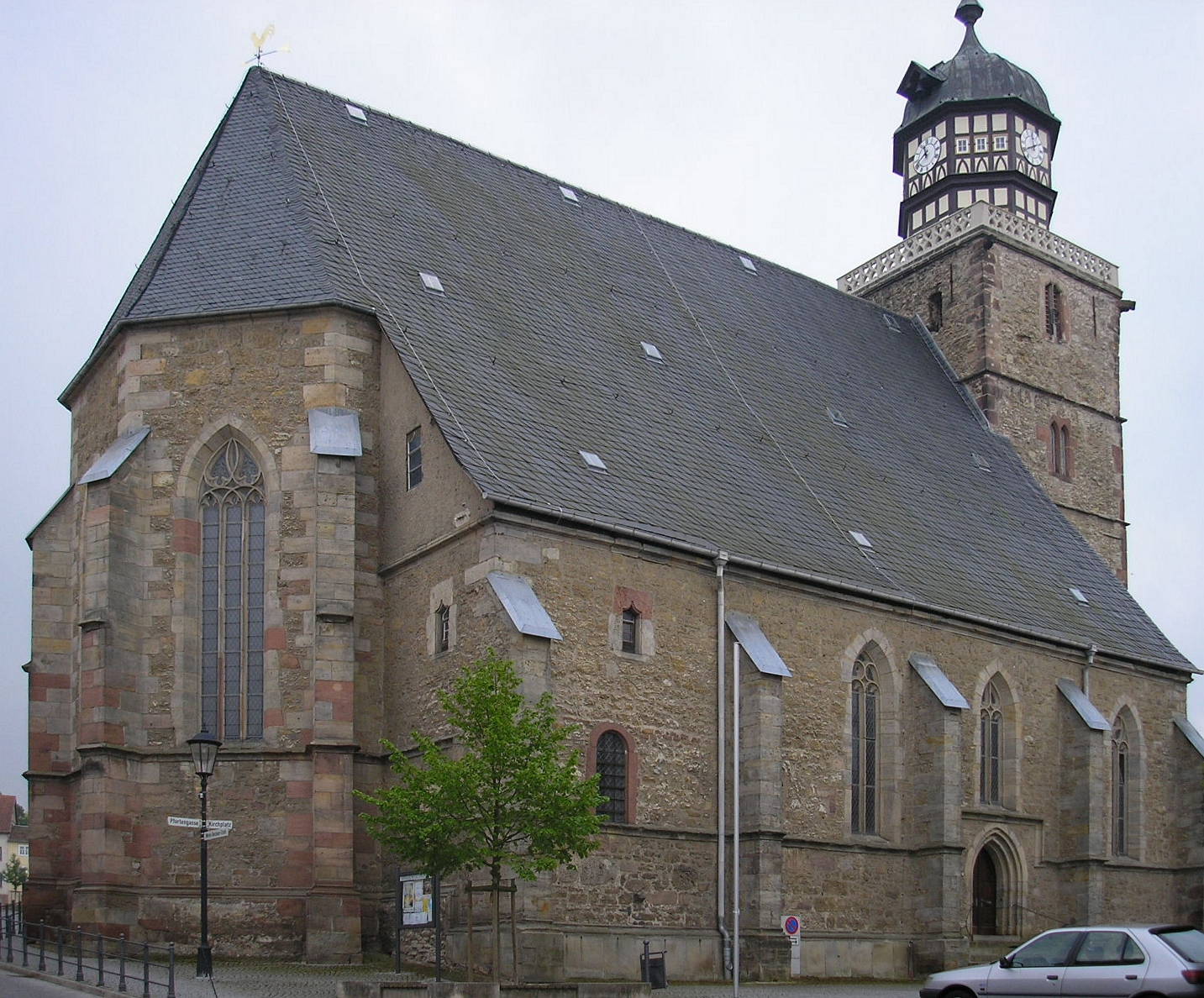
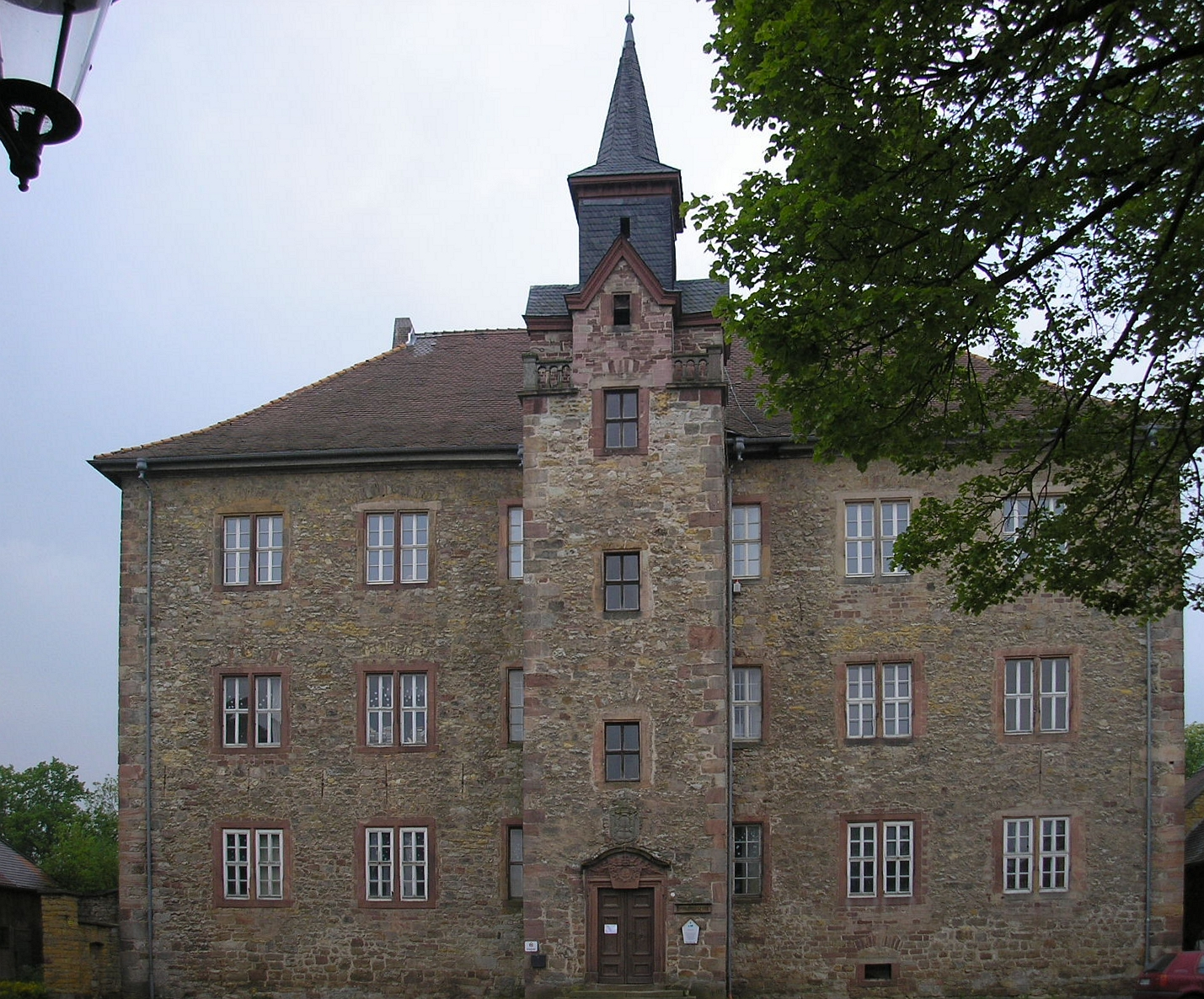